# Katrin Schultze-Berndt
Katrin Schultze-Berndt (* 4. November 1969 in Berlin) ist eine deutsche Politikerin (CDU). Sie war 1999 bis 2006 Mitglied des Abgeordnetenhauses Berlin.
Katrin Schultze-Berndt schloss ihr Studium als Diplom-Verwaltungswirtin (FH) ab, studierte an der Technischen Universität Berlin Deutsch und Mathematik im Studiengang Amt der Studienrätin und arbeitete in diesem Beruf.
Seit 1999 war sie Mitglied im Abgeordnetenhaus von Berlin. 2006 zog Katrin Schultze-Berndt als direkt gewählte Kandidatin im Wahlkreis Reinickendorf 4 in das Abgeordnetenhaus von Berlin mit 38,2 % der Erststimmen ein. Am 2. November 2006 schied sie aus dem Parlament aus. Nachrückerin wurde Emine Demirbüken-Wegner.
Grund für das Ausscheiden war die Wahl Katrin Schultze-Berndts zur Bezirksstadträtin für Schule, Bildung und Kultur im Bezirk Reinickendorf 2006. Seit 2016 Ist sie Bezirksstadträtin für Bauen Bildung und Kultur. 
Von 2001 bis zum 24. August 2021 war sie Ortsvorsitzende des Ortsverbandes Frohnau im Bezirk Reinickendorf. Als Nachfolger wurde Marc-Eric Lehmann gewählt.
Von Dezember 2017 bis Mai 2019 war sie zudem stellvertretende Landesvorsitzende der CDU Berlin.
Im August 2020 kündigte Schultze-Berndt an, sich aus der Politik zurückzuziehen und auf eine erneute Kandidatur für das Bezirksamt zu verzichten.